# Motorvägar i Kosovo
Det finns ett mindre antal motorvägar i Kosovo. Planer finns att även koppla ihop dessa med motorvägarna i Nordmakedonien.

## Motorvägar
- Europaväg 851 – Vërmicë till Gjurgjicë. Motorvägen byggs som blir sträckan Albanien-Kosovo-motorvägen. Förlängs mot Pristina. Sträckan är 62 km lång.
- Motorväg "Dr. Ibrahim Rugova" passerar huvudstaden Pristina från Babush i Muhaxherëve upp till Trudë norr om Pristina. Sträckan är 38 km lång. Motorvägen förlängs mot Nordmakedonien (Skopje). Det finns även en motorvägssträcka som korsar "Dr. Ibrahim Rugovamotorvägen" med samma namn. Den börjar i Fushë Kosovë och slutar vid Lagjja Qendresa (ett område i södra Pristina). Sträckan är 5 km lång.

## Pågående byggen
Albanien-Kosovo-motorvägen byggs för att göra en effektivare motorväg mellan Kosovo och Albanien.